# Xabier Benito Ziluaga
Xabier Benito Ziluaga (ur. 23 maja 1988 w Getxo) – hiszpański polityk, deputowany do Parlamentu Europejskiego VIII kadencji.

## Życiorys
Z zawodu pracownik socjalny. W 2014 zaangażował się w działalność polityczną w ramach nowo utworzonej lewicowej partii Podemos. Wystartował w wyborach europejskich z 9. miejsca na liście tego ugrupowania. Eurodeputowanym został w listopadzie 2015, gdy z zasiadania w PE zrezygnował Pablo Iglesias Turrión. Przystąpił do Zjednoczonej Lewicy Europejskiej – Nordyckiej Zielonej Lewicy.